# Eurynassa australis
Eurynassa australis là một loài bọ cánh cứng trong họ Cerambycidae.